# Gjergj Fishta
Gjergj Fishta (23. října 1871 – 30. prosince 1940) byl albánský františkánský mnich, básník a překladatel.
Narodil se ve Fishtë patřící Osmanské říši, v Bosně vystudoval filozofii a katolickou teologii, v roce 1902 se stal ředitelem františkánského gymnázia ve Skadaru. V letech 1919–1920 sloužil jako sekretář albánské delegace na pařížské mírové konferenci. V roce 1920 byl zvolen do parlamentu, v roce 1921 se stal jeho místopředsedou. Podporoval snahy vytvořit v Albánii demokratický systém. Poté, co se chopil vlády Ahmet Zogu, odešel napřed do exilu v Itálii, později se ale vrátil do Skadaru jako učitel a spisovatel. Tam také v roce 1940 zemřel.
Jeho nejvýznamnějším dílem je historický epos Horské gusle (Lahuta e Malcís, 1937) o boji severoalbánských horalů proti Černohorcům. Tento klasicky komponovaný epos byl ve své době pokládán za nejvýznamnější dílo albánské literatury, dnes je ale archaický a málo srozumitelný. Jeho literární díla měla obrovský vliv na formování psané formy albánštiny v gegském dialektu. Věnoval se také překladu (Molière, Homér, Alessandro Manzoni).
Za komunistické nadvlády byla jeho díla zakázána.